# Réserve écologique de la Matamec
La réserve écologique de la Matamec, au Québec, est située à 25 km à l'est de Sept-Îles.  Elle vise à protéger intégralement un bassin hydrographique typique de la Côte-Nord, soit celui de la rivière Matamec.  Le nom de la rivière signifie «truite» en montagnais.
Le gouvernement du Québec projette d'agrandir la réserve à la partie supérieure du bassin.